# Андреев, Сергей Васильевич
Серге́й Васи́льевич Андре́ев (16 мая 1956, Ворошиловград, Украинская ССР, СССР) — советский и российский футболист и футбольный тренер. Мастер спорта международного класса (1980).

## Карьера игрока
Воспитанник луганского спортинтерната. В 16 лет попал в местную «Зарю», которая как раз стала чемпионом Советского Союза. Конкуренция за место в основном составе была очень большая, но он пробился в состав и с 1975 года прочно входил в основу. В 1978 году был призван на службу в Советскую Армию и перешёл в СКА, где в первый же год стал лучшим бомбардиром первой лиги и помог клубу выйти в высшую лигу чемпионата СССР.
Самым ярким в карьере игрока стал 1980 год, когда он успешно играл в сборной СССР, став её лучшим бомбардиром и в составе олимпийской сборной выиграл бронзовые медали московской Олимпиады. В этом же году стал лучшим бомбардиром чемпионата СССР.
В 1981 году СКА завоевал кубок страны. В финальном матче со «Спартаком» Андреев забил единственный гол. Однако клуб не смог удержаться в высшей лиге. В 1982 году Андреев выступал в составе сборной СССР в финальном турнире чемпионата мира, в Испании.
В 1984 году он вновь стал лучшим бомбардиром высшей лиги, забив в матче с «Торпедо» 24 ноября свой сотый гол в элите советского футбола. Всего за СКА сыграл 261 матч, забил 167 голов, из них в высшей лиге 167 матчей, 69 голов.
Со второй половины 1984 года Сергей Андреев занимался вопросом увольнения из рядов Советской Армии. В СКА его не выставляли принципиально, а за другие команды он не имел права играть. В связи с этим Андреев играл за разные команды в первенствах городов Ростов-на-Дону и Новочеркасска.
С 1986 по 1988 играл в «Ростсельмаше», который находился тогда в первой лиге. Андреева стали преследовать травмы, и игра получалась неровной.
В 1988 году перешёл отметку в 100 голов, на этот раз в первенстве 1-й лиги (похожее достижение есть у Олега Терёхина, но для чемпионатов России).
В феврале 1989 года уехал в Швецию, играть сначала за «Эстер», а с 1991 года за «Мьельбю». В 1989 году стал лучшим бомбардиром первой лиги чемпионата Швеции.
Выступая за «Мьельбю», играл на позициях правого полузащитника, центрального нападающего, под нападающими и даже последнего защитника.
Завершил свою карьеру, вернувшись в Россию, где отыграл два сезона в «Ростсельмаше», помогая клубу сначала как игрок, а затем как тренер. В сезоне 1993 года 37-летний Андреев сыграл 15 матчей и забил 7 мячей. В сезоне 1994 года не играл. В сезоне 1995 года вновь выходил на поле, проведя 6 матчей и забив мяч в ворота ЦСКА 30 сентября 1995 года в возрасте 39 лет и 137 дней. Только два футболиста забивали в чемпионатах России в более зрелом возрасте — Сергей Наталушко (39 лет и 247 дней) и Юрий Гаврилов (39 лет и 153 дня). Матч против ЦСКА стал последним в карьере Андреева.
Всего провёл: в высшей лиге чемпионатов СССР — 261 матч, 82 гола, в 1-й лиге чемпионатов СССР — 230 игр, 112 голов, в высшей лиге чемпионатов России — 21 игру, 8 голов. Единственный советский футболист, вошедший в клуб Федотова, в клуб Блохина, а также забивший 100 мячей в первой лиге чемпионатов СССР.

## Карьера тренера
За 5 лет Андреева в «Ростсельмаше» клуб добился наивысшего на тот момент результата в своей истории — 6-го места в чемпионате России 1998 года. Среди воспитанников Андреева в клубе можно назвать Дмитрия Лоськова, Дмитрия Кириченко, Александра Маслова. В разное время они становились лучшими бомбардирами чемпионата России. После «Ростсельмаша» Андреев, в середине сезона-2001, принял новороссийский «Черноморец», однако спустя 3 месяца был уволен со своего поста. Это произошло после проигрыша испанской «Валенсии» (0:1) в первом матче 1/64 финала Кубка УЕФА. Официальной причиной отставки Андреева, однако, было названо невыполнение задачи на второй круг чемпионата России — удержать «Черноморец» в высшей лиге, хотя на тот момент шансы остаться в высшем эшелоне российского футбола у «Черноморца» ещё были.
24 июля 2003 года Андреев возглавил белгородский клуб «Салют-Энергия» с задачей вывести его в Первый дивизион в течение полутора лет. До окончания сезона команда, до назначения Андреева шедшая в середине турнирной таблицы зоны «Центр» Второго дивизиона, одержала 20 побед в 23 матчах и с 80 очками заняла итоговое 3-е место. Для повышения в классе белгородцам не хватило трёх очков. 13 января 2004 года, из-за несогласия с руководством клуба по поводу размеров своей заработной платы, Андреев покинул «Салют-Энергию». В начале июля того же года президент белгородского клуба Николай Головин подал в отставку, а 22-го числа команду, переживающую тяжёлое положение в первенстве дивизиона, во второй раз возглавил Сергей Андреев, подписавший контракт на 2,5 года. К концу сезона «Салют-Энергия» вышла с июльского 14-го на итоговое 5-е место зонального турнира. По итогам сезона 2005 белгородская команда одержала победу в зоне «Центр» Второго дивизиона и завоевала путёвку в Первый дивизион, однако 9 декабря главный тренер был отправлен в отставку. Чуть позже Андреев высказал своё мнение по поводу произошедшего в специальном обращении к болельщикам, опубликованном на сайте тренера.
В конце декабря 2005 года Андреев принял новый клуб СКА (Ростов-на-Дону), получив задачу вывести его в Первый дивизион. Но 31 августа 2006 года он был отправлен в отставку, несмотря на то, что клуб к этому моменту занимал 1-е место в зоне «Юг» Второго дивизиона. Преемником Андреева стал Виктор Бондаренко, двумя неделями ранее пришедший в СКА в качестве советника президента по спортивным вопросам.
В конце 2006 года Андреев стал главным тренером возрождённой «Ники» из Красного Сулина, дебютирующей в зоне ЮФО Любительской футбольной лиги с задачей пробиться в профессиональный футбол. В период предсезонной подготовки появлялась не подтвердившаяся в дальнейшем информация об уходе Андреева из клуба, в частности, о его переходе в новороссийский «Черноморец». 10 июля 2007 года, после 14-го тура первенства, Андреев покинул «Нику». Через три месяца красносулинская команда выиграла первенство ЮФО и вышла во Второй дивизион.
С 16 мая по 1 сентября 2008 года работал главным тренером в казахстанском клубе «Атырау».
С 2009 года Андреев работал тренером в спортивной школе «Максима-Аксай», а в 2012-м возглавил созданную при ней футбольную команду «Донэнерго» для участия в первенстве Ростовской области. 24 июня 2013 года был уволен из «Донэнерго» и покинул «Максиму-Аксай», после чего на протяжении семи месяцев оставался безработным. Тренер был близок к тому, чтобы устроиться в ФК МИТОС (Новочеркасск) куратором всех тренеров спецшколы клуба, но с ним связался российский бизнесмен Сергей Самсоненко, владелец македонского «Вардара», и пригласил Андреева в свой футбольный клуб, где он в феврале 2014 года приступил к работе в качестве главного тренера. Под руководством российского специалиста «Вардар» выиграл чемпионат Македонии в сезоне 2014/15. В конце июля 2015 года, после того, как «Вардар» во втором квалификационном раунде Лиги чемпионов по сумме двух матчей уступил кипрскому АПОЭЛ (0:0, 1:1), Андреев был уволен.
В феврале 2016 года Андреев подписал контракт с клубом Второго дивизиона МИТОС, возглавив его до конца сезона 2015/16. В течение весеннего отрезка турнира в зоне «Юг» МИТОС опустился с 11-го на итоговое 12-е место. В начале июля команда была расформирована.

## Достижения в качестве игрока

### Командные
Сборная СССР
- Бронзовый призёр Олимпийских игр: 1980

 Заря (Ворошиловград)
- Финалист Кубка СССР: 1974

 СКА (Ростов-на-Дону)
- Обладатель Кубка СССР: 1981

 Эстер
- Победитель Первого южного дивизиона: 1989

 Ростсельмаш
- Серебряный призёр Первой лиги ПФЛ: 1994

### Личные
- Лучший бомбардир Олимпийских игр: 1980 (5 мячей)
- Лучший бомбардир Чемпионата СССР: (2) 1980 (20 голов), 1984 (19 голов)
- Лучший бомбардир Первого южного дивизиона Швеции: 1989
- Список 33 лучших футболистов сезона в СССР: (3) № 1 — 1980; № 2 — 1979; № 3 — 1981
- Член клуба Григория Федотова
- Член клуба 100 российских бомбардиров: 135 голов.
- Член бомбардирского Клуба Олега Блохина: 130 голов[24]

## Достижения в качестве тренера

### Командные
Салют-Энергия
- Победитель Второго дивизиона ПФЛ: 2005 (зона «Центр»)
- Бронзовый призёр Второго дивизиона ПФЛ: 2003 (зона «Центр»)

 Ника (Красный Сулин)
- Победитель Любительской футбольной лиги: 2007 (зона «ЮФО»)

 Вардар
- Чемпион Македонии: 2014/15

### Личные
- Лучший тренер Второго дивизиона ПФЛ: 2003 (зона «Центр»)

## Награды
- За заслуги перед Ростовской областью награждён орденом «Дружбы» (1999).